# Calandlijn
Calandlijn was van 1997 tot 2009 de officieel gebruikte benaming van een lijn van de metro van Rotterdam, die geëxploiteerd wordt door de RET.
De lijn werd als tweede Rotterdamse metrolijn in gebruik genomen op 6 mei 1982 als de Oost-Westlijn. In 1997 kregen beide metrolijnen namen en werd de Oost-Westlijn hernoemd in Calandlijn naar Pieter Caland (1826-1902), de man achter de aanleg van de Nieuwe Waterweg. Deze naam werd gebruikt voor alle drie takken van de lijn. Sinds 13 december 2009 heeft elke tak een eigen letter gekregen. De naam Calandlijn verviel hiermee en er ontstonden drie 'nieuwe' lijnen: A, B en C.

## Geschiedenis
De eerste plannen voor de Calandlijn stammen uit 1959. Tegelijkertijd met de planning van de noord-zuidverbinding werd gesproken over een Centrum-Oostlijn. In 1967 was na de de bouw van de Erasmuslijn bij station Beurs een tunnel van 600 meter met een station in ruwbouw aanwezig ten behoeve van de later te bouwen Calandlijn.
In 1971 werd uiteindelijk besloten tot de aanleg van het traject tussen Eendrachtsplein en Binnenhof. Een jaar later startten de voorbereidende werkzaamheden. Op een deel van het trace (tussen de G.B.Shawplaats en langs de toekomstige halte Romeynshof naar het Binnenhof) werd de Ommoordse busbaan aangelegd en in 1972 gebruik genomen door buslijn 37 als voorloper van de sneltram. In 1979 werd de busbaan buiten gebruik gesteld om omgebouwd te worden tot sneltrambaanvak. In 1973 werd met de daadwerkelijke bouw begonnen. In 1974 besloot men ook het traject van Marconiplein naar Eendrachtsplein aan te leggen.
Het lukte echter niet om het geld voor deze verlenging bij elkaar te krijgen, waarna men op zoek ging naar alternatieven. Er werd een nieuw plan voor de metro tussen Coolhaven en Capelsebrug en sneltram met gelijkvloerse kruisingen tussen Capelsebrug en Binnenhof voorgelegd. In 1979 nam wethouder Hans Mentink het besluit het tracé naar Ommoord als sneltram met gelijkvloerse kruisingen uit te voeren, zeer tegen de zin van bewoners in de Alexanderpolder en Ommoord.
Op 6 mei 1982 werd uiteindelijk het eerste deel van de lijn in gebruik genomen tussen de stations Coolhaven en Capelsebrug. Op 27 mei 1983 werd de sneltram naar Ommoord opgeleverd. Een aftakking van de sneltram naar Zevenkamp werd op 24 april 1984 in gebruik genomen.
De Calandlijn kreeg op 25 april 1986 een ondergrondse verlenging van de Coolhaven naar het Marconiplein. Sinds 29 mei 1994 is er een aftakking op een viaduct van de Capelsebrug naar Capelle aan den IJssel. Hierdoor ontstonden drie metrolijnen die ieder een eigen kleur kregen. Oranje voor Ommoord, geel voor Zevenkamp en rood voor Capelle aan den IJssel.
In 1997 kregen de metrolijnen in Rotterdam eigennamen, naar het voorbeeld van Londen. De oost-westverbinding werd vernoemd naar de bouwer van de Nieuwe Waterweg, Pieter Caland. Ook verdwenen de net genoemde lijnkleuren weer.
Sinds 4 november 2002 is de Calandlijn in het westen verlengd vanaf het Marconiplein via Schiedam, de Beneluxtunnel en Pernis naar Hoogvliet, en rijdt deze over de Erasmuslijn door naar Spijkenisse. Dit project werd de Beneluxlijn genoemd, en grotendeels op palen gebouwd. Alleen delen van het traject door Schiedam werden ondergronds aangelegd.
Sinds de opening van de Beneluxlijn heeft het station "Churchillplein" dezelfde naam als het aangrenzende station van de Erasmuslijn: "Beurs".
De tak naar Zevenkamp is op 29 augustus 2005 verlengd naar de nieuwe wijk Nesselande. Dit project werd de Nesselandelijn genoemd. Deze lijn is evenals de verlenging naar Capelle aan den IJssel uitgevoerd als metro op een viaduct. Er bestaan plannen de metro vanaf Nesselande te verlengen naar het nog te ontwikkelen gebied in de Zuidplaspolder.

## Exploitatie
Vanaf 13 december 2009 is de Calandlijn opgesplitst in 3 nieuwe lijnen:
| Lijn      | Route                         | Bijzonderheden |
| --------- | ----------------------------- | -------------- |
| Metrolijn | Binnenhof - Schiedam Centrum  |                |
| Metrolijn | Nesselande - Schiedam Centrum |                |
| Metrolijn | De Terp - De Akkers           |                |

De actuele situatie met betrekking tot de exploitatie staat bij deze artikelen.

### Beginfase
Tussen 6 mei 1982 en 27 mei 1983 reed de Oost-Westlijn tussen de stations Coolhaven en Capelsebrug. De lijn werd gereden met rijtuigen uit de 5200 serie. Deze rijtuigen werden tussen 1980 en 1984 gebouwd, hoofdzakelijk voor dienst op de Oost-Westlijn. Omdat de verlenging naar Ommoord in 1983 als sneltram uitgevoerd werd werden de rijtuigen uitgerust met een pantograaf. De lijn werd geëxploiteerd vanaf de gelijktijdig geopende remise 's-Gravenweg, tussen de stations Kralingse Zoom en Capelsebrug.
Op 27 mei 1983 volgde de verlenging naar station Binnenhof in de wijk Ommoord, op 24 april 1984 volgde de aftakking naar station De Tochten in de wijk Zevenkamp. In de beginfase reden de metro's naar Ommoord en Zevenkamp tot station Alexander gekoppeld, waarna de metro gesplitst werd in 1 of 2  rijtuigen naar Zevenkamp en 1 rijtuig naar Ommoord. Op de terugweg werden de metro's weer gekoppeld. Dit had echter een aantal praktische bezwaren, waardoor hier op 1 april 1985 van afgestapt werd en er aparte metro's vanuit het centrum naar Ommoord en Zevenkamp reden.
Tot slot werd op 25 april 1986 de lijn verlengd vanaf station Coolhaven tot Marconiplein, waarna er metro's reden van Marconiplein naar Ommoord en van Marconiplein naar Zevenkamp. Als versterking in het centrum konden er ook metro's rijden van Marconiplein naar Capelsebrug.

### Capelle a/d IJssel
Op 29 mei 1994 werd de volgende uitbreiding in gebruik genomen. Vanaf Capelsebrug naar De Terp in Capelle a/d IJssel. De metro's met als eindpunt Capelsebrug reden voortaan door naar Capelle a/d IJssel. Hoewel deze lijn volledig als metro was uitgevoerd, reden er ook hier metro/sneltrams uit de 5200 serie. Er ontstonden nu 3 routes op de Oost-Westlijn, elk aangegeven met een eigen kleur: oranje voor Marconiplein - Ommoord, rood voor Marconiplein - Zevenkamp en paars voor Marconiplein - Capelle a/d IJssel.
Op alle takken van de lijn werd met dezelfde frequentie gereden. Op rustige tijden was dit om het kwartier, in het centrum reed hierdoor elke 5 minuten een metro. Op werkdagen overdag en op zaterdagmiddag reed de metro elke 10 minuten, in het centrum elke 3,3 minuut. Buiten de zomerperiode werd in de ochtendspits de frequentie verhoogd tot 8 minuten en in de middagspits tot 7,5 minuut. Er werden standaard treinen van 2 gekoppelde rijtuigen ingezet uit de 5200 serie, van maandag t/m donderdag 's avonds na 18:00 werden losse rijtuigen ingezet. In de ochtendspits werden 7 treinen verlengd tot 3 rijtuigen. Toen er nog geen koopzondag was in Rotterdam werden ook op zondag losse rijtuigen ingezet.

### Beneluxlijn
In de aanloop naar de Beneluxlijn werden in de zomer van 2002 nieuwe rijtuigen uit de 5400 serie in gebruik genomen op de Calandlijn. Net als de rijtuigen uit de 5200 serie kunnen deze als sneltram rijden, de rijtuigen kunnen echter alleen met minimaal 2 stuks ingezet worden en niet los, waardoor ze in de beginperiode beperkt ingezet werden.
Toen op 4 november 2002 de Beneluxlijn geopend werd, reden alle metro's die voorheen op Marconiplein eindigde door tot Schiedam Centrum. Een deel van de metro's reed vervolgens door naar station De Akkers in Spijkenisse, terwijl een ander deel via de keersporen achter het station terugkeerde in oostelijke richting. Op het oude deel van de Calandlijn veranderde in het begin niet veel, de frequenties bleven gelijk. Op het nieuwe gedeelte werd in de spits elke 5 minuten gereden en op overige tijden elke 10 minuten. Hierdoor reed 1 op 2 en soms 1 op 3 metro's door na Schiedam Centrum. Wanneer 1 op 3 metro's doorreed waren dit de metro's vanaf De Terp. Wanneer 1 op 2 doorreed reden de metro's van alle bestemmingen om en om naar Schiedam Centrum en Spijkenisse.
Al snel leverde de nieuwe dienstregeling problemen op, waardoor na 1,5 maand de dienstregeling werd veranderd. In de spits reed nog maar eens in de 7 minuten een metro naar Spijkenisse. Gelijkertijd werd ook de frequentie op de rest van de Calandlijn verlaagd in de spits naar 10,5 minuut. Er werden wel meer treinen bestaande uit 3 gekoppelde rijtuigen ingezet.

### Bezuinigingen
Vanaf 2004 kreeg de metro te maken met bezuinigingen. In de eerste plannen zou de frequentie vanaf 1 maart 2004 naar Spijkenisse in de avond verlaagd worden tot 15 minuten en zouden de metro's 's ochtends een half uur later beginnen en 's avonds een uur eerder stoppen. Vanwege protesten werd dit op het laatste moment afgeblazen. Op 23 augustus 2004 volgde er echter alsnog bezuinigingen, de frequentie op de Beneluxlijn werd alsnog verlaagd tot 15 minuten en de lijn werd ingekort tot station Hoogvliet. In januari 2005 volgde een nieuwe ronde, de frequentie in de avond werd verlaagd tot 20 minuten en de metro's vanaf Binnenhof reden 's avonds en op zondagochtend niet verder dan Kralingse Zoom.
Op 29 augustus 2005 volgde vervolgens weer een uitbreiding vanaf De Tochten naar Nesselande. Gelijkertijd begon echter ook de ombouw van 11 rijtuigen uit de 5200 serie voor de RandstadRail, waardoor deze niet meer ingezet konden worden op de Calandlijn. Hierdoor werd de frequentie tussen Schiedam Centrum en De Akkers in de spits verlaagd tot 10 minuten.
Een jaar later, in augustus 2006, kwam een einde aan een aantal bezuinigingen. De metro's reden in de avond weer zoals eerst om de 15 minuten, en de Calandlijn werd niet langer ingekort tot Hoogvliet in de avond. De metro uit Ommoord bleef wel ingekort tot Kralingse Zoom en ook de frequenties in de spits bleven lager.

### Werkplaats
Bij de 's Gravenweg bevindt zich een werkplaats met in totaal 5 sporen. Hiervan is één spoor ingericht voor onderhoud aan de wielen en één spoor is ingericht als wasstraat. Op de andere sporen worden metro's hersteld en onderhouden. Voor revisies moeten metro's via de Erasmuslijn naar de remise Waalhaven. Voor herstel van zware schade en voor een mid-life revisie moeten de metro's naar de hoofdwerkplaats Kleiweg.

## Overwegbotsingen
Na vele aanrijdingen van de sneltram met dodelijke afloop (tussen 1983 en 1999 13 doden, tussen 1998 en 2005 61 aanrijdingen) zijn de gelijkvloerse kruisingen in 2001 uitgevoerd met ahob-installaties. Op 2 drukste kruisende verkeerswegen, de Hoofdweg en President Rooseveltweg, werd deze voorziening niet aangebracht, omdat fysieke afsluitingen van deze wegen een te grote invloed hadden op de capaciteit van deze wegen. Sinds die tijd is het aantal ongevallen verminderd, uitgezonderd op de 2 laatstgenoemde wegen.

## Foto's van de aanleg

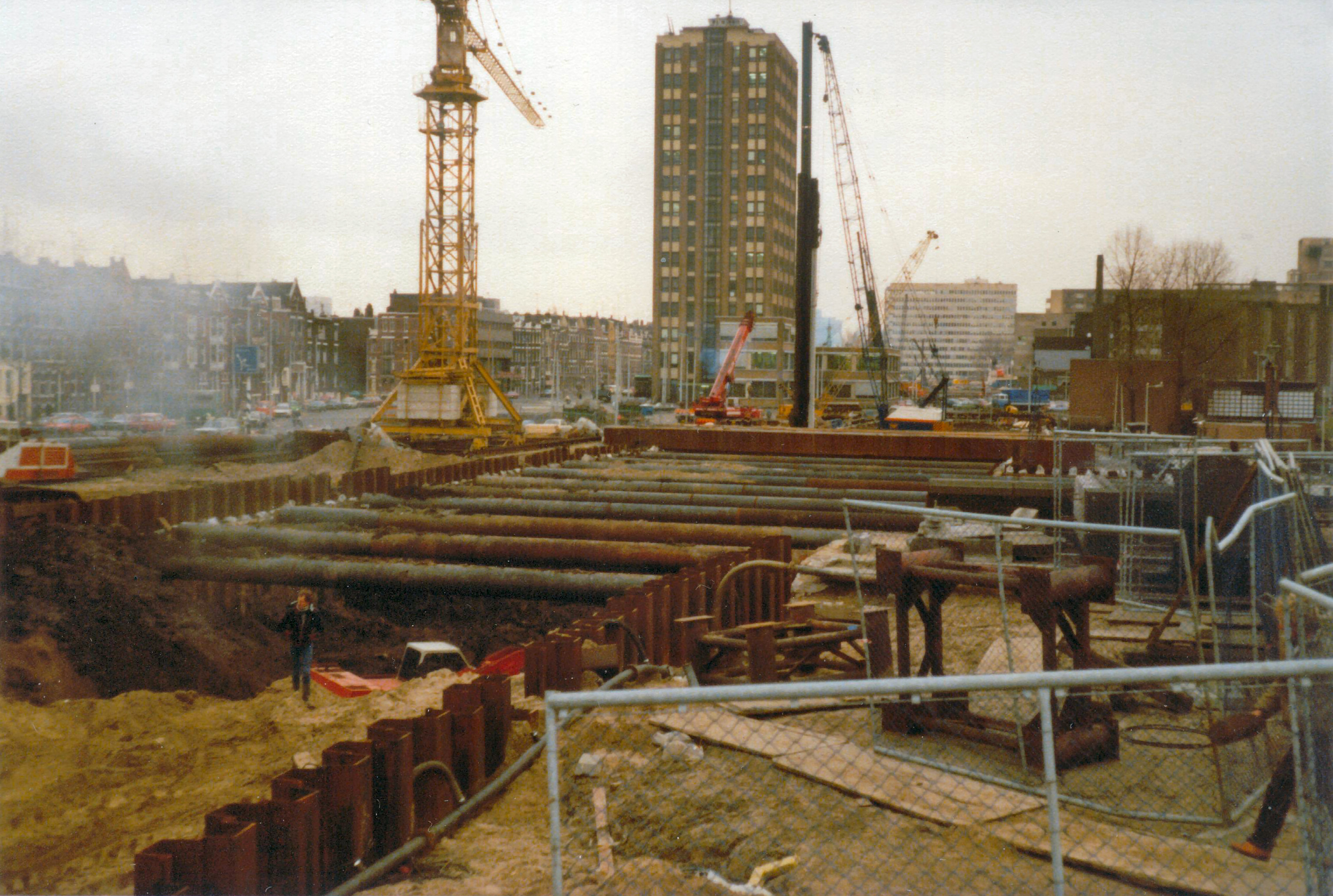
Aanleg station Coolhaven, december 1979
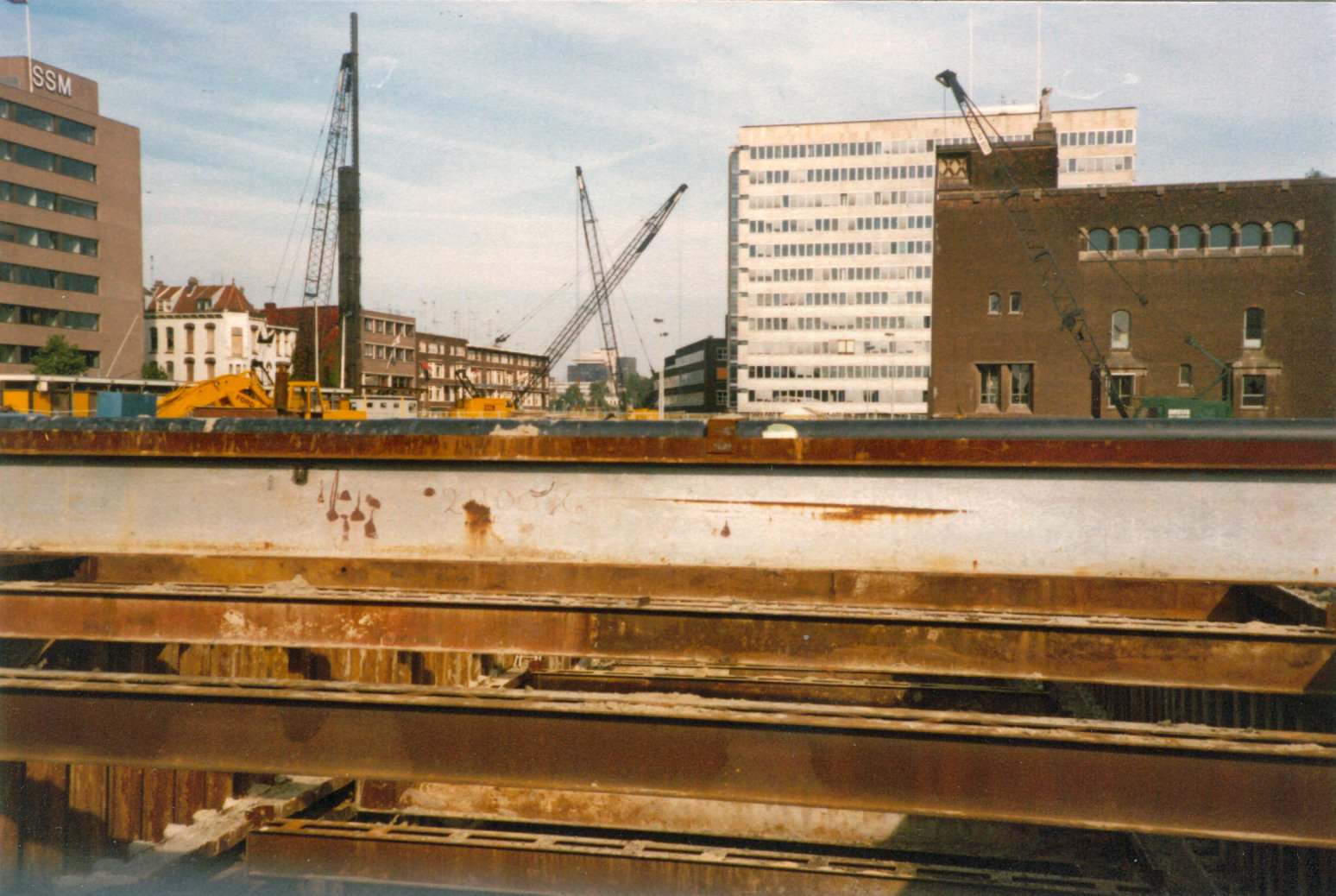
Rochussenstraat bij 's-Gravendijkwal, september 1979
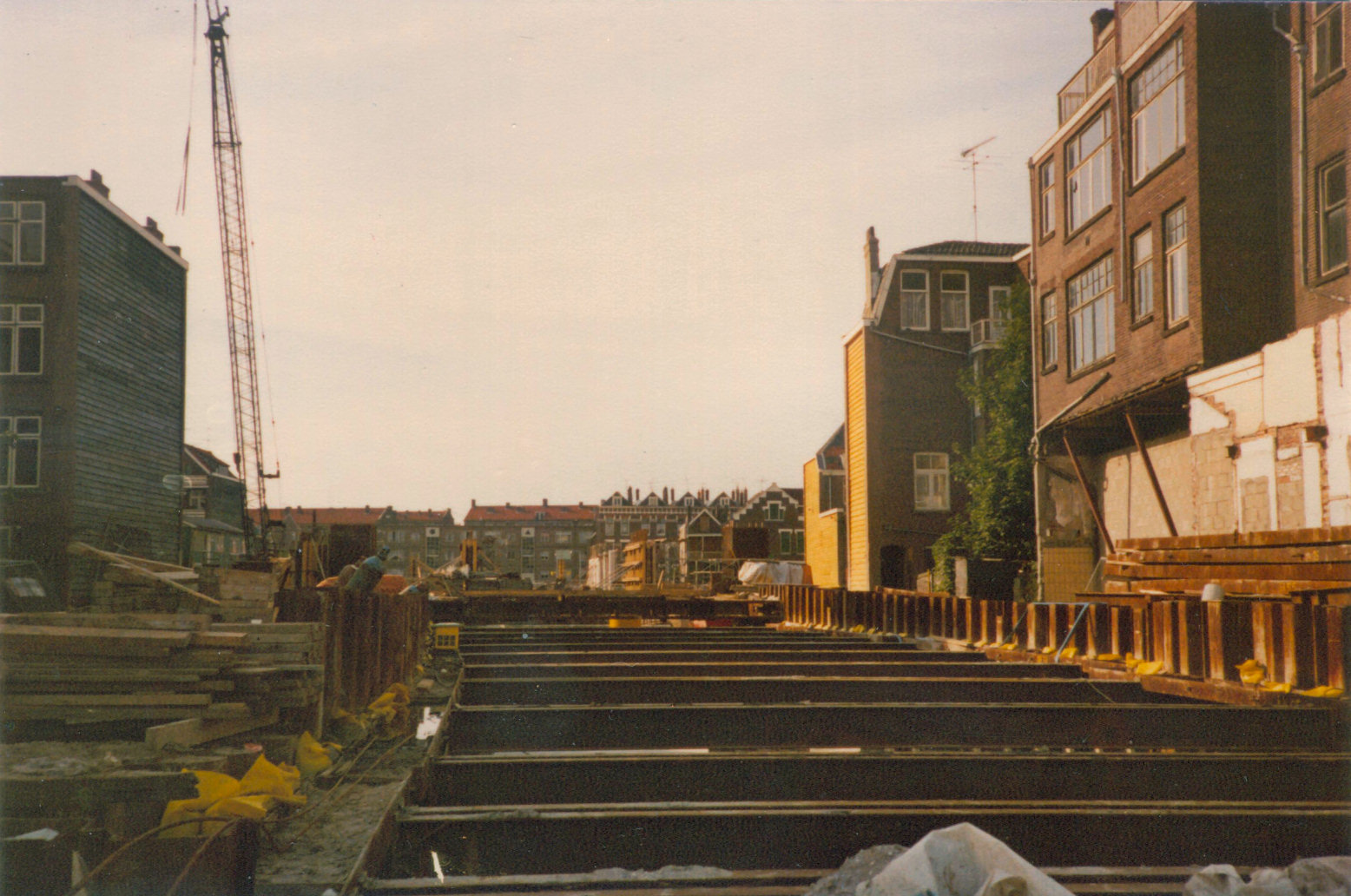
Doorbraak door Kralingen, september 1979

## Trivia
In 1979 werden in de toen nog in aanbouw zijnde tunnel nabij het station Churchillplein filmopnames gemaakt van een verkrachtingsscène in de Nederlandse speelfilm Spetters.